# Nemoura sciurus
Nemoura sciurus är en bäcksländeart som beskrevs av Aubert 1949. Nemoura sciurus ingår i släktet Nemoura och familjen kryssbäcksländor. Inga underarter finns listade i Catalogue of Life.